# تیمیه‌نیتسا استارا
تیمیه‌نیتسا استارا (به لاتین: Tymienica Stara) یک منطقهٔ مسکونی در لهستان است که در Gmina Chotcza واقع شده‌است.